# Письмо сорока шести
«Письмо сорока шести» — общественно-политическая акция протеста группы советских учёных из новосибирского Академгородка против нарушения законности на судебном процессе над правозащитниками в Москве в 1968 году, известном как «дело четырёх».
46 научных сотрудников подписали письмо с осуждением преследования инакомыслящих и направили его в Верховный суд РСФСР и Генеральному прокурору СССР, а также копии — Председателю Президиума Верховного Совета СССР Н. В. Подгорному, Генеральному секретарю ЦК КПСС Л. И. Брежневу, Председателю Совета Министров СССР А. Н. Косыгину и в редакцию газеты «Комсомольская правда».
После того как информация об этом письме стала известна из западных СМИ, в Академгородке была развернута масштабная кампания осуждения подписантов — прошли партийные и общие собрания, заседания ученых советов, где подвергли критике авторов письма. События с «Письмом сорока шести» послужили причиной для негативных перемен в общественной жизни Академгородка и усиления консервативных тенденций.

## Список подписавших письмо
- Акилов, Глеб Павлович (1921—1986) — Институт математики СО АН
- Алексеев, Игорь Серафимович (1935—1988) — НГУ
- Андреев, Сергей Леонидович (1939—1970) — Институт ядерной физики СО АН
- Берг, Раиса Львовна (1913—2006) — Институт цитологии и генетики СО АН
- Борисов, Юрий Федорович (1925—2007) — Институт математики СО АН
- Борисова, Людмила Глебовна (1931—2004) — Институт экономики и организации промышленного производства СО АН
- Вассерман, Исаак Борисович (1937—) — Институт ядерной физики СО АН
- Вишневский, Евгений Венедиктович (1937—) — Институт автоматики и электрометрии СО АН
- Вячеславов, Леонид Николаевич (1944—) — Институт ядерной физики СО АН
- Гинзбург, Илья Файвильевич (1934—2024) — Институт математики СО АН
- Гладкий, Алексей Всеволодович (1928―2018) — Институт математики СО АН
- Гольденберг, Иосиф Захарович — НГУ, ФМШ
- Громыко, Марина Михайловна (1927—2020) — Институт истории, филологии, философии СО АН
- Дрейзен, Феликс Абрамович (1936—1986/1989) — НГУ, ФМШ
- Заславский, Георгий Моисеевич (1935—2008) — Институт ядерной физики СО АН
- Захаров, Владимир Евгеньевич (1939—2023) — Институт ядерной физики СО АН
- Ильичев, Кирилл Петрович — Институт химической кинетики и горения
- Комин, Алексей Васильевич (1933—) — Институт ядерной физики СО АН
- Конев, Владимир Александрович (1937—2024) — НГУ
- Косицына, Эсфирь Сергеевна (1930—1997) — ФМШ
- Кулаков, Юрий Иванович (физик) (1927—) — НГУ
- Лихачева, Юлия Вильевна — Институт катализа
- Лозовский, Леонид Абрамович (1938—) — Институт геологии и геофизики СО АН
- Меньщиков, Валерий Федорович (1940—) — ВЦ СО АН
- Найдорф, Борис Юрьевич (1938—1998) — ФМШ
- Нахмансон, Рауль Саулович — Институт физики полупроводников СО АН
- Перцовский, Владимир Семенович — ФМШ
- Приолус, Борис Иванович — Институт геологии и геофизики СО АН
- Ревякина, Нина Викторовна (1936—) — НГУ
- Рожнова, Светлана Павловна (1935—) — Институт истории, филологии и философии СО АН
- Семячкин, Борис Ефимович (1936—) — Институт теплофизики СО АН
- Соколов, Валентин Васильевич — Институт ядерной физики
- Топешко, Николай Андреевич — Институт геологии и геофизики СО РАН
- Тришина, Людмила Алексеевна (1938—) — НГУ
- Фет, Абрам Ильич (1924—2007) — Институт математики СО АН
- Филоненко, Наталья Николаевна (1945—) — НГУ
- Фридман, Алексей Максимович (1940—2010) — Институт ядерной физики СО АН
- Хохлушкин, Игорь Николаевич (1927—2000) — Институт экономики и организации промышленного производства СО АН
- Хриплович, Иосиф Бенционович (1937—2024) — Институт ядерной физики СО АН
- Цельник, Феликс Абрамович (1933—) — Институт ядерной физики
- Черемисина, Майя Ивановна (1924—2013) — Институт истории, филологии и философии СО АН
- Шабат, Алексей Борисович (1937—2020) — Институт гидродинамики СО АН
- Шалагин, Анатолий Михайлович (1943—) — Институт геологии и геофизики СО АН
- Штенгель, Эдуард Гедальевич — Институт автоматики и электрометрии СО АН
- Яблонский, Григорий Семенович (1939—) — Институт катализа СО АН